# Adam Bartholomäus
Adam Bartholomäus (* zwischen 1505 und 1510 in Mattsies; † nach 1570) war kurpfälzischer Hofprediger und Pfarrer in Bretten und Ulm.

## Leben
Adam Bartholomäus wurde als Kommilitone von Ottmar Stab 1530 in Heidelberg zum Magister promoviert, war um 1533 Prediger in Aschaffenburg, von 1534 bis 1538 in Bruchsal und von 1539 bis 1541 oder 1542 Pfarrer in Bretten.
1543 kam Bartholomäus als Prädikant von Pfalzgraf Ottheinrich an den Hof nach Neuburg an der Donau, wo er auch Superintendent war. Bartholomäus war der Gastgeber von Juan Díaz während dessen Aufenthalts in Neuburg an der Donau. Von 1546 bis 1549 war er Hofprediger bei Kurfürst Friedrich II., danach war er bis 1554 Pfarrer in Ulm. 1554 vermutlich Konversion zur katholischen Kirche. Ab 1554 Dekan von Unserer Lieben Frau München und Rat des Herzogs Albrecht V. (Bayern). Anschließend ist er als Prediger in München bis zur Resignation im Jahr 1571 nachweisbar.